# Мотострелковая дивизия

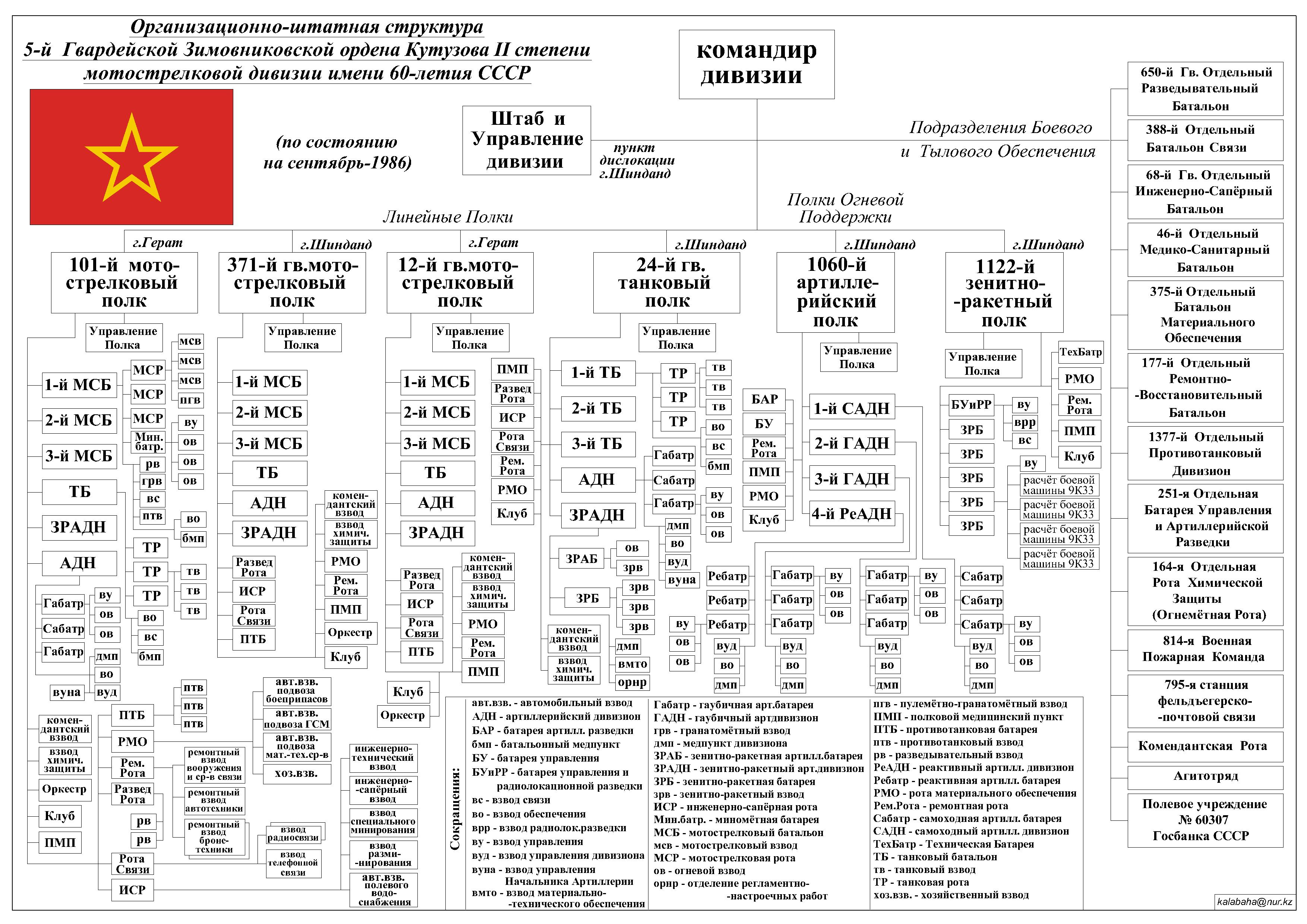
Организационно-штатная структура
5-й гвардейской мотострелковой дивизии СА на октябрь 1986 года, неофициальная

Мотострелковая дивизия (механизированная дивизия, мотопехотная дивизия) — тактическое соединение механизированной пехоты, имеющее на вооружении боевые бронированные машины, составляющее основу сухопутных войск в вооружённых силах многих государств.
На ранних исторических этапах данный термин также применялся к соединениям моторизованной пехоты в РККА.

## Терминология

### Современность
На современном историческом этапе термин мотострелковая дивизия, как в русскоязычных, так и в зарубежных источниках (англ. motor rifle division), применяется исключительно к соединениям сухопутных войск Российской Федерации и сухопутных войск Туркменистана. Ранее термин применялся к соединениям сухопутных войск СССР и к некоторым соединениям государств СНГ до перехода на бригадную схему комплектования войск.
Соединения аналогичного уровня в других государствах со схожей организационно-штатной структурой называются механизированными дивизиями (англ. mechanised division).
В советских и российских источниках, для описания аналога мотострелковой дивизии в иных государствах, включая страны НАТО, также используется определение мотопехотная дивизия.

### Прежние исторические этапы
Следует учесть, что на прежних исторических этапах термины моторизованная дивизия, мотострелковая дивизия, мотопехотная дивизия и механизированная дивизия несли иное содержание, чем в современности.
К примеру, мотострелковые дивизии в Красной Армии довоенного периода и периода Великой Отечественной войны относились к соединениям моторизованной пехоты. Первоначально они так и назывались — моторизованные дивизии.
Механизированные дивизии, созданные в ВС СССР летом 1945 года, отличались от прежде существовавших советских мотострелковых дивизий включением в состав двух танковых полков вместо одного (1 танковый и 1 тяжёлый танкосамоходный) и по сути также являлись соединениями моторизованной пехоты, в которых пехотные подразделения не располагали БТР и БМП.
Также следует упомянуть о том, что в ВС СССР мотострелковые дивизии создавались не только в составе сухопутных войск Красной Армии, но и в составе Внутренних войск НКВД.
Именуемые в русскоязычных источниках мотопехотные дивизии Вермахта в период Второй мировой войны, в отличие от современных мотопехотных дивизий Бундесвера, относились к моторизованной пехоте.

## Механизированные и мотострелковые дивизии по странам

### СССР

#### 1939—1941
Впервые о планах создания соединений моторизованной пехоты в Красной Армии было объявлено 21 ноября 1939 года. Первоначально они намечались как моторизованные дивизии. В общей сложности военное руководство запланировало создание одновременно 15 дивизий.
6 июля 1940 года было объявлено о создании механизированных корпусов, состоящих из 2 танковых, 1 моторизованной дивизий, мотоциклетного полка, дорожного батальона, батальона связи, авиационной эскадрильи. Постановление СНК СССР №1193-464сс, от 6 июля 1940 года.
- Управление моторизованной дивизии
- 2 мотострелковых полка, в каждом из которых:
  - 3 мотострелковых батальона (по 3 роты и 1 миномётной батарее)
  - пушечная артиллерийская батарея (4 единиц 76 мм орудий)
  - комендантская рота
  - рота связи
  - полковой медицинский пункт
- танковый полк (238 танков)
  - 4 танковых батальона
  - подразделения обеспечения
- гаубичный артиллерийский полк
  - гаубичный артиллерийский дивизион (16 единиц 122 мм орудий в 4 батареях)
  - гаубичный артиллерийский дивизион (12 единиц 152 мм орудий в 3 батареях)
  - подразделения обеспечения
- разведывательный батальон
  - танковая рота (17 танков Т-40,Т-38)
  - мотоциклетная рота
  - рота бронеавтомобилей
- отдельный истребительно-противотанковый дивизион
- отдельный зенитно-артиллерийский дивизион (8 единиц 37 мм зенитных пушек)
- лёгкий инженерный батальон
- отдельный ремонтно-восстановительный батальон (20 танков)
- отдельный медико-санитарный батальон
- отдельный батальон связи
- автотранспортный батальон
- рота регулирования
- походный хлебзавод
- полевая почтовая станция
- полевая касса ГосБанка СССР

По штату военного времени в моторизованной (мотострелковой) дивизии было:
- 11 534 человека
- 258 лёгких танков БТ и 17 плавающих танков Т-37
- 51 бронеавтомобиль
- 12 152 мм гаубиц
- 16 122 мм гаубиц
- 16 76 мм полковых пушек
- 4 76 мм зенитных пушек
- 8 37 мм зенитных пушек
- 30 45 мм пушек
- 12 82 мм миномётов
- 60 50 мм миномётов
- 1587 автомобилей
- 152 трактора
- 159 мотоциклов

Всего к началу Великой Отечественной было создано в составе механизированных корпусов 29 моторизованных дивизий. Также были созданы 2 моторизованные дивизии вне корпусов. 2 мотострелковые дивизии (36-я и 57-я из 3 мотострелковых полков, артиллерийского полка, танкового батальона, противотанкового и зенитного дивизионов и частей обеспечения) переформированы из стрелковых в Забайкальском военном округе.
В связи с потерями военной техники в ходе боевых действий и острой нехватки грузовых автомобилей, в период с 6 августа по 20 сентября 1941 года все моторизованные дивизии были переформированы в стрелковые дивизии. Исключение коснулось 1-й мотострелковой дивизии, переформированной только в 1943 году в 1-ю гвардейскую стрелковую дивизию, 210-й моторизованной дивизии, ставшей 4-й кавалерийской дивизией, 36-й и 57-й мотострелковых дивизий, находившихся в Забайкальском военном округе и в 1945 году принявших участие в войне с Японией в составе 6-й гвардейской танковой армии.

#### 1945—1957
- три механизированных полка (по 35 танков Т-34 в каждом);
- один танковый полк (65 танков Т-34);
- один гвардейский тяжёлый танковый полк ИС (65 танков);
- гаубичный артиллерийский полк (24 122-мм гаубицы);
- миномётный полк (36 120-мм миномётов);
- зенитно-артиллерийский полк (16 37-мм пушек и 16 ДШК);
- гвардейский миномётный дивизион (8 артустановок М-13);
- части управления и боевого обеспечения.

Общая численность механизированной дивизии на военное время — 14 000 человек.
Начиная с 10 июня 1945 года, часть стрелковых дивизий и все механизированные корпуса в составе РККА были переведены на штат механизированных дивизий. На практике это означало для стрелковой дивизии включение в её состав танкового полка и тяжёлого танкосамоходного полка, которые создавались на базе существовавших в годы войны танковых бригад. Механизированные корпуса реформировались в механизированные дивизии путём преобразования бригад в полки. Стрелковые полки в таких дивизиях стали именовать механизированными полками, но по факту они оставались полками моторизованной пехоты, основным средством передвижения пехоты в которых были грузовые автомобили. За период с 1945 по 1946 годы было создано 60 механизированных дивизий. Механизированный полк по составу отличался от прежнего стрелкового полка РККА, прежде всего, включением танкового батальона. Стрелковые батальоны в механизированных полках были переименованы в мотострелковые. В конце 1953 года, по Директиве Минобороны СССР от 18 сентября 1953 года, были сформированы ещё 15 механизированных дивизий (23-я гвардейская 2-го формирования и с 61-й по 74-ю). В период с 1954 по 1956 годы были сформированы последние 3 механизированные дивизии (38-я, 39-я и 43-я).
| Дивизия            | Создана на базе                         |
| ------------------ | --------------------------------------- |
| 1-я гв. мехд       | 1-й гвардейский механизированный корпус |
| 2-я гв. мехд       | 2-й гвардейский механизированный корпус |
| 3-я гв. мехд       | 3-й гвардейский механизированный корпус |
| 4-я гв. мехд       | 4-й гвардейский механизированный корпус |
| 5-я гв. мехд       | 5-й гвардейский механизированный корпус |
| 6-я гв. мехд       | 6-й гвардейский механизированный корпус |
| 7-я гв. мехд       | 7-й гвардейский механизированный корпус |
| 8-я гв. мехд       | 8-й гвардейский механизированный корпус |
| 9-я гв. мехд       | 9-й гвардейский механизированный корпус |
| 10-я гв. мехд      | 6-й гвардейский кавалерийский корпус    |
| 11-я гв. мехд      | 13-я гвардейская кавалерийская дивизия  |
| 12-я гв. мехд      | 15-я гвардейская кавалерийская дивизия  |
| 13-я гв. мехд      | 13-я гвардейская стрелковая дивизия     |
| 14-я гв. мехд      | 116-я гвардейская стрелковая дивизия    |
| 15-я гв. мехд      | 6-я гвардейская стрелковая дивизия      |
| 16-я гв. мехд      | 80-я гвардейская стрелковая дивизия     |
| 17-я гв. мехд      | 40-я гвардейская стрелковая дивизия     |
| 18-я гв. мехд      | 41-я гвардейская стрелковая дивизия     |
| 19-я гв. мехд      | 47-я гвардейская стрелковая дивизия     |
| 20-я гв. мехд      | 79-я гвардейская стрелковая дивизия     |
| 21-я гв. мехд      | 27-я гвардейская стрелковая дивизия     |
| 22-я гв. мехд      | 52-я гвардейская стрелковая дивизия     |
| 23-я гв. мехд (1ф) | 89-я гвардейская стрелковая дивизия     |
| 23-я гв. мехд (2ф) | 2-я гвардейская стрелковая дивизия      |
| 24-я гв. мехд      | 36-я гвардейская стрелковая дивизия     |
| 25-я гв. мехд      | 20-я гвардейская стрелковая дивизия     |
| 26-я гв. мехд      | 90-я гвардейская стрелковая дивизия     |
| 27-я гв. мехд      | 37-я гвардейская стрелковая дивизия     |
| 28-я гв. мехд      | 2-й гвардейский кавалерийский корпус    |
| 29-я гв. мехд      | 31-я гвардейская стрелковая дивизия     |
| 30-я гв. мехд      | 18-я гвардейская стрелковая дивизия     |
| 31-я гв. мехд      | 7-й гвардейский кавалерийский корпус    |
| 32-я гв. мехд      | 117-я гвардейская стрелковая дивизия    |
| 33-я гв. мехд      | 49-я гвардейская стрелковая дивизия     |
| 34-я гв. мехд      | 92-я гвардейская стрелковая дивизия     |
| 35-я гв. мехд      | 93-я гвардейская стрелковая дивизия     |
| 36-я гв. мехд      | 29-я гвардейская стрелковая дивизия     |
| 37-я гв. мехд      | 63-я гвардейская стрелковая дивизия     |
| 38-я гв. мехд      | 25-я гвардейская стрелковая дивизия     |
| 39-я гв. мехд      | 39-я мехд + 13-я гв. мехд               |
| 62-я гв. мехд      | 53-я гвардейская стрелковая дивизия     |
| 64-я гв. мехд      | 75-я гвардейская стрелковая дивизия     |
| 66-я гв. мехд      | 32-я гвардейская стрелковая дивизия     |
| 70-я гв. мехд      | 69-я гвардейская стрелковая дивизия     |
| 72-я гв. мехд      | 110-я гвардейская стрелковая дивизия    |

| Дивизия   | Создана на базе              |
| --------- | ---------------------------- |
| 1-я мехд  | 1-й механизированный корпус  |
| 7-я мехд  | 7-й механизированный корпус  |
| 8-я мехд  | 8-й механизированный корпус  |
| 9-я мехд  | 9-й механизированный корпус  |
| 10-я мехд | 10-й механизированный корпус |
| 11-я мехд | 30-я кавалерийская дивизия   |
| 12-я мехд | 63-я кавалерийская дивизия   |
| 13-я мехд | 8-я кавалерийская дивизия    |
| 14-я мехд | 284-я стрелковая дивизия     |
| 15-я мехд | 364-я стрелковая дивизия     |
| 16-я мехд | 171-я стрелковая дивизия     |
| 17-я мехд | 230-я стрелковая дивизия     |
| 18-я мехд | 416-я стрелковая дивизия     |
| 19-я мехд | 244-я стрелковая дивизия     |
| 20-я мехд | 21-я стрелковая дивизия      |
| 21-я мехд | 223-я стрелковая дивизия     |
| 22-я мехд | 193-я стрелковая дивизия     |
| 23-я мехд | 183-я стрелковая дивизия     |
| 24-я мехд | 161-я стрелковая дивизия     |
| 25-я мехд | 163-я стрелковая дивизия     |
| 26-я мехд | 15-я стрелковая дивизия      |
| 27-я мехд | 254-я стрелковая дивизия     |
| 28-я мехд | 126-я стрелковая дивизия     |
| 39-я мехд | 53-я стрелковая дивизия      |
| 43-я мехд | 18-я стрелковая дивизия      |
| 61-я мехд | 279-я стрелковая дивизия     |
| 63-я мехд | 29-я стрелковая дивизия      |
| 65-я мехд | 194-я стрелковая дивизия     |
| 67-я мехд | 56-я стрелковая дивизия      |
| 68-я мехд | 226-я стрелковая дивизия     |
| 69-я мехд | 48-я стрелковая дивизия      |
| 71-я мехд | 265-я стрелковая дивизия     |
| 73-я мехд | 164-я стрелковая дивизия     |
| 74-я мехд | 227-я стрелковая дивизия     |

#### 1957—1991
В послевоенный период руководство ВС СССР начало постепенный процесс механизации пехоты, главной целью которого было насыщение войск боевыми бронированными машинами, способными доставить личный состав на поле боя.
В общей сложности оборонной промышленностью СССР в период с 1950 года по 1963 годы было изготовлено около 3 500 единиц БТР-40, 5 000 БТР-50 и 12 421 БТР-152. По плану перевооружения требовалось оснастить ими около 120 стрелковых дивизий. Следует учитывать, что некоторая часть выпускавшейся техники поставлялась за рубеж союзникам СССР.
27 февраля 1957 года, по директиве МО СССР № орг/3/62540 и директиве Главнокомандующего Сухопутными войсками от 12 марта 1957 года, все механизированные дивизии и часть стрелковых дивизий были переформированы в мотострелковые и танковые дивизии. Также на создание мотострелковых дивизий были обращены отдельные стрелковые бригады, созданные с 1946 года на базе расформированных стрелковых дивизий.
Считается, что в этот период была полностью завершена моторизация и механизация Советской армии.
В период с 1957 года и до самого распада СССР организационно-штатная структура мотострелковых дивизий коренным образом не изменялась.
- Управление мотострелковой дивизии
- 3 мотострелковых полка (1 полк на БМП и 2 на БТР), в каждом из которых:
  - 3 мотострелковых батальона (по 3 роты и 1 миномётной батарее)
  - танковый батальон (40 основных боевых танков)[17]
  - артиллерийский дивизион (6 122 мм САУ 2С1 и 12 122 мм гаубиц Д-30А)
  - зенитно-ракетная артиллерийская батарея (4 ЗСУ-23-4 «Шилка» и 4 ЗРК «Стрела-10»). С 1986 года — дивизион
  - противотанковая батарея ПТУР
  - разведывательная рота
  - инженерно-сапёрная рота
  - рота связи
  - взвод радиационно-химической разведки
  - рота материально-технического обеспечения
  - ремонтная рота
  - комендантский взвод
  - полковой медицинский пункт
  - оркестр
  - клуб
- танковый полк (всего 94 танка)
  - 3 танковых батальона (31 основной боевой танк в каждом)
  - артиллерийский дивизион (6 122мм САУ 2С1 и 12 122 мм гаубиц Д-30А)
  - зенитно-ракетная артиллерийская батарея. С 1986 года — дивизион
  - разведывательная рота
  - инженерно-сапёрная рота
  - рота связи
  - взвод радиационно-химической разведки
  - рота материально-технического обеспечения
  - ремонтная рота
  - комендантский взвод
  - полковой медицинский пункт
  - клуб
- артиллерийский полк
  - самоходный артиллерийский дивизион (18 единиц 152мм САУ 2С3)
  - 2 гаубичных артиллерийских дивизиона (36 единиц 122 мм гаубиц Д-30А)
  - реактивный артиллерийский дивизион (18 единиц 122мм РСЗО БМ21)
  - батарея управления
  - батарея артиллерийской разведки (до 1986 года — батарея звуковой и радиолокационной разведки)
  - взвод радиационно-химической разведки
  - рота материально-технического обеспечения
  - ремонтная рота
  - полковой медицинский пункт
  - клуб
- зенитно-ракетный полк
  - 5 ракетных батарей (20 единиц ЗРК «Оса»)
  - батарея управления и радиотехнической разведки
  - техническая батарея
  - рота материально-технического обеспечения
  - ремонтная рота
  - полковой медицинский пункт
  - клуб
- отдельный ракетный дивизион (входили в состав дивизий до 1988 года)
  - 2 стартовые батареи по 2 пусковые установки (ТРК «Точка» или ТРК «Луна-М»)
  - техническая батарея
- разведывательный батальон
  - 2 разведывательные роты
  - разведывательно-десантная рота
  - рота радиотехнической разведки и радиоперехвата
- отдельный противотанковый артиллерийский дивизион
  - 2 батареи МТ-12 «Рапира»
  - батарея ПТРК «Штурм»
- отдельный инженерно-сапёрный батальон (395 чел. (из них 36 офицеров), 6 мостоукладчиков МТ-55А, половина понтонного парка ПМП, 2 механизированного моста ТММ, 4 БТР, 2 миноискателя ДИМ, 3 минных заградителя ГМЗ, 3 УР-67 или УР-77, 3 парома ГСП, 7 ПТС-2, К-61, 2 инженерных танка ИМР, 5 путеукладчиков БАТ, 2 траншейных машины ТМК, БТМ/БТМ-2, 2 котлованные машины МДК-2/МДК-3, 2 экскаватора и 95 автомобилей.)[17]
  - управление
  - инженерно-сапёрная рота
  - переправочно-десантная рота
  - понтонная рота
  - инженерно-дорожная рота
  - взвод связи
  - инженерно-позиционный взвод
  - подразделения обеспечения
- отдельный батальон связи
- отдельный батальон химической защиты
- отдельный ремонтно-восстановительный батальон
  - 2 роты по ремонту бронетанковой техники
  - рота инженерного вооружения и средств связи
  - рота вооружения
  - рота автомобильной техники
  - отдельный взвод специальных работ
  - эвакуационный взвод
  - взвод материального обеспечения
  - отделение связи
  - медицинский пункт
  - пункт измерительной техники
- отдельный медицинский батальон
  - медицинская рота
  - отдельный медицинский взвод
  - отдельный санитарно-противоэпидемический взвод
  - отдельный взвод обеспечения
  - эвакуационно-транспортное отделение
  - отделение медицинского снабжения
  - отделение связи
- отдельный батальон материального обеспечения
  - 2 роты подвоза боеприпасов
  - 2 роты подвоза ГСМ
  - рота подвоза продовольствия, вещевого и военно-технического имущества
  - ремонтный взвод
  - взвод материального обеспечения
  - взвод объединённых складов
  - отделение связи
  - отделение полевого хлебозавода
  - медпункт
- батарея управления и артиллерийской разведки
- комендантская рота

По штату военного времени в мотострелковой дивизии могло находиться:
- 13 294 человек
- 220 основных боевых танков (Т-62, Т-64, Т-72, Т-80)
- 306—312 БТР-70/БТР-80
- 150 БМП-1/БМП-2
- 14 МТЛБ
- 22—28 БРДМ-2
- 18 152 мм САУ 2С3
- 24 122 мм САУ 2С1
- 84 122 мм гаубиц Д-30А
- 18 122мм РСЗО БМ-21
- 4 пусковые установки ТРК (9К52 или 9К79)
- 16 ЗРК Стрела-10
- 16 ЗСУ-23-4
- 20 ЗРК «Оса»
- 12 100 мм противотанковых пушек МТ-12
- 6 9П149 «Штурм-С»
- 72 120 мм миномётов
- около 2 000 автомобилей различного предназначения

В общей сложности в сухопутных войсках ВС СССР в период с 1989 по 1991 годы насчитывалось порядка 130 мотострелковых дивизий. При этом полностью развёрнутыми по штату были только соединения в зарубежных группах войск.

### Германия

#### 1933—1945
Первые моторизованные дивизии появились в вермахте в середине 30-х годов. При первичном формировании дивизии, несмотря на полную обеспеченность автотранспортом, назывались пехотными (нем. Infanterie Division).
В 1937 году такие дивизии стали официально называться моторизованными дивизиями (нем. Infanterie-Division (motorisiert)).
- Управление моторизованной дивизии
- 3 моторизованных полка (нем. infanterie regiment motorisiert)
- 2 артиллерийских батальона (нем. beobachtungs abteilung)
- противотанковый артиллерийский дивизион (нем. panzerabwehr abteilung)
- дивизион артиллерийской инструментальной разведки (нем. beobachtungs abteilung)
- моторизованный сапёрный батальон (нем. pionier bataillon motorisiert)
- моторизованный батальон связи (нем. nachrichten abteilung motorisiert)

К лету 1940 года на опыте французской кампании штат моторизованной дивизии был изменён.
- Управление моторизованной дивизии
- 2 моторизованных полка
- мотоциклетный батальон (нем. kradschutzen bataillon)
- разведывательный моторизованный батальон (нем. aufklarungs abteilung motorisiert)
- моторизованный артиллерийский полк (нем. artillerie regiment motorisiert)
- истребительный противотанковый артиллерийский дивизион (нем. panzerjager abteilung)
- моторизованный сапёрный батальон
- моторизованный батальон связи
- моторизованная служба снабжения (нем. nachschubfuhrer motorisiert)

Весной 1943 года Гейнц Гудериан был назначен генеральным инспектором танковых войск вермахта. Одной из предстоящих задач по реформе танковых войск он видел усиление формирований мотопехоты огневыми средствами. В моторизованные полки были переданы огнемётные танки. В мотострелковые роты на бронетранспортёры устанавливались 37-мм противотанковые орудия. По его инициативе новые дивизии мотопехоты стали называться в дословном переводе на русский язык танково-гренадерскими (нем. Panzergrenadierdivision) вместо прежнего названия моторизованные (нем. Infanterie-Division (motorisiert)). Считается, что такое название должно было усилить боевой дух военнослужащих.
4 октября 1943 года в состав танковых войск были переданы 12 моторизованных дивизий, в которые входили 28 моторизованных полков.
Для усиления моторизованных дивизий в их состав были добавлены 2 танковых батальона (разведывательный на лёгких танках и на средних танках).
- Управление моторизованной дивизии
- 2 моторизованных полка (нем. grenadier regiment motorisiert)
- танковый батальон (нем. panzer abteilung)
- танковый разведывательный батальон (нем. panzer aufklärungs abteilung)
- моторизованный артиллерийский полк (нем. artillerie regiment motorisiert)
- истребительный противотанковый дивизион (нем. panzerjager-abteilung)
- зенитный артиллерийский дивизион (нем. heeres flak artillerie abteilung)
- моторизованный сапёрный батальон
- моторизованный батальон связи
- моторизованная служба снабжения (нем. nachschubfuhrer motorisiert)

#### Послевоенный период и современность
На современном этапе в сухопутных войсках Бундесвера за мотопехотными дивизиями сохранилось историческое название Panzergrenadierdivision, данное Гейнцем Гудерианом в 1943 году.
Возрождение таких дивизий произошло после отмены оккупационного режима ФРГ в 1954 году и созданием вооружённых сил. Первая гренадерская дивизия (нем. Grenadierdivision) в ФРГ была сформирована 1 июля 1956 года.
В 1959 году гренадерские дивизии были переименованы в танково-гренадерские. В связи с тем, что нумерация создаваемых соединений в Бундесвере независимо от типа дивизий была общей, первая среди созданных гренадерских дивизий получила второй номер (нем. 2. Panzergrenadierdivision) после первой созданной танковой дивизии (нем. 1. Panzerdivision).
Первоначально гренадерские дивизии было решено сформировать по структуре пехотных дивизий Армии США, в которых на тот исторический этап отсутствовали полковые структуры. Созданные дивизии состояли из 2 боевых групп, в которые входили по 2 гренадерских (мотопехотных) батальона, артиллерийский полк и формирования боевого и тылового обеспечения.
- Управление гренадерской дивизии
- боевая группа «А» (нем. kampfgruppe «А»)
  - 2 гренадерских батальона (нем. grenadierbataillonen)
- боевая группа «B» (нем. kampfgruppe «B»)
  - 2 гренадерских батальона
- батальон связи (нем. fernmeldebataillon)
- танковый батальон (нем. panzerbataillon)
- сапёрный батальон (нем. pionierbataillon)
- зенитный батальон (нем. flugabwehrbataillon)
- истребительный противотанковый батальон (нем. panzerjägerbataillon)
- рота расквартирования (нем. quartiermeisterkompanie)
- военный оркестр (нем. musikkorps)

В 1959 году в бундесвере была произведена реформа сухопутных войск. Согласно ей в составе переименованных из гренадерских в танково-гренадерские дивизии, из боевых групп были созданы бригады, состоявшие из 3-4 мотопехотных батальонов, артиллерийского дивизиона и подразделений боевого и тылового обеспечения. Данная структура построения мотопехотной дивизии на основе бригад действует и на современном историческом этапе.
- Управление мотопехотной дивизии (380 человек)
- 2 мотопехотные бригады (по 3 500[23] — 5 000[26]), в составе каждой
  - 2 мотопехотных батальона (по 3 мотопехотные роты и миномётной батарее)
  - смешанный танковый батальон (2 мотопехотные и 1 танковая рота)
  - танковый батальон (3 танковые роты)
  - артиллерийский дивизион (3 батареи по 6 единиц 155 мм самоходных гаубиц)
  - штабная рота
  - рота снабжения
  - истребительно-противотанковая рота
  - инженерная рота
  - ремонтная рота
- танковая бригада (3 200 человек)
  - 2 танковых батальона (по 3 танковые роты)
  - смешанный танковый батальон (1 мотопехотная и 2 танковые роты)
  - 1 мотопехотный батальон (3 мотопехотные роты и миномётная батарея)
  - артиллерийский дивизион (3 батареи по 6 единиц 155 мм самоходных гаубиц)
  - штабная рота
  - рота снабжения
  - истребительно-противотанковая рота
  - инженерная рота
  - ремонтная рота
- артиллерийский полк (2 200 человек)
  - артиллерийский дивизион (2 батареи 152 мм гаубиц и 1 батарея 203,2 мм гаубиц)
  - реактивный артиллерийский дивизион (2 батареи РСЗО LARS-2)
  - разведывательный артиллерийский дивизион
  - штабная батарея
  - артиллерийский технический взвод специального оружия
- зенитный артиллерийский полк (800 человек)
  - штабная батарея
  - батарея обеспечения
  - 5 огневых батарей
- разведывательный батальон (520 человек)
  - рота штабная и снабжения
  - 4 разведывательные роты
  - взвод фронтовой разведки
- инженерный батальон (780 человек)
- батальон связи (600 человек)
- ремонтно-восстановительный батальон (1000 человек)
- батальон снабжения (1300 человек)
- медико-санитарный батальон (1100 человек)
- авиационная эскадрилья
- рота защиты от ОМП
- рота радиотехнической разведки и РЭБ
- Резервные формирования по штату военного времени
  - 2 пехотных батальона (по 660 человек)
  - батальон охраны (560 человек)
  - 5 запасных батальона

По штату военного времени в мотопехотной дивизии может находиться:
- 21 410 человек
- от 88[26] — до 110 танков Леопард-2[23]
- от 132 Леопард-2[26] до 142 танка Леопард-1[23]
- 190 БМП Мардер
- 193 БТР М113
- 6 203,2мм САУ M110A2
- 54 155мм САУ M109G
- 18 буксируемых 155 мм гаубиц FH70
- 18 РСЗО LARS-2
- 36 самоходных пусковых установок ПТУР
- 153 переносных ПТУР Милан
- 50 35 мм зенитных пушек Гепард
- 42 120 мм миномётов
- 10 наблюдательных вертолётов MBB Bo 105
- 4860 автомобилей

### США

#### 1943—1946
В первую половину Второй мировой войны американские войска находились в процессе реформирования организационно-штатной структуры, поэтому законченный вид они приобрели в 1943 году. Пехотная дивизия обр. 15 июля
1943 года насчитывала 737 офицеров, 13 516 сержантов и рядовых.
Каждый пехотный полк (141 офицер и 2947 сержантов и рядовых) имел управление (3 ед. 57-мм M1), 4 отдельные роты (санитарная, ремонтная, противотанковая батарея (9 ед. 57-мм пушек M1), гаубичная батарея (6 105-мм орудий M3) и три пехотных батальона. В каждом батальоне управление (3 ед. 57-мм M1), рота оружия (6 ед. 81-мм M1) и три пехотные роты (3 ед. 60-мм M2 в каждой).
Артиллерийский полк (до 138 офицеров и 2081 сержанта и рядовых) имел в составе три дивизиона 105-мм гаубиц M2/M101 (36 орудий) и 1 дивизион 155-мм гаубиц M114 (12 орудий).
|  |  |  |  |                     |                     |                     |                     |                     |                     | Управление дивизии | Управление дивизии | Управление дивизии     | Управление дивизии     | Управление дивизии     | Управление дивизии     |                        |                        |  |  | Командир дивизии | Командир дивизии | Командир дивизии        | Командир дивизии        | Командир дивизии        | Командир дивизии        |                         |                         |  |  |  |  |                         |                         |                         |                         |                         |                         |  |  |  |  |
|  |  |  |  |                     |                     |                     |                     |                     |                     | Управление дивизии | Управление дивизии | Управление дивизии     | Управление дивизии     | Управление дивизии     | Управление дивизии     |                        |                        |  |  | Командир дивизии | Командир дивизии | Командир дивизии        | Командир дивизии        | Командир дивизии        | Командир дивизии        |                         |                         |  |  |  |  |                         |                         |                         |                         |                         |                         |  |  |  |  |
|  |  |  |  |                     |                     |                     |                     |                     |                     |                    |                    |                        |                        |                        |                        |                        |                        |  |  |                  |                  |                         |                         |                         |                         |                         |                         |  |  |  |  |                         |                         |                         |                         |                         |                         |  |  |  |  |
|  |  |  |  |                     |                     |                     |                     |                     |                     |                    |                    |                        |                        |                        |                        |                        |                        |  |  |                  |                  |                         |                         |                         |                         |                         |                         |  |  |  |  |                         |                         |                         |                         |                         |                         |  |  |  |  |
|  |  |  |  | Пехотный полк       | Пехотный полк       | Пехотный полк       | Пехотный полк       | Пехотный полк       | Пехотный полк       |                    |                    |                        |                        |                        |                        |                        |                        |  |  |                  |                  | Пехотный батальон       | Пехотный батальон       | Пехотный батальон       | Пехотный батальон       | Пехотный батальон       | Пехотный батальон       |  |  |  |  | Санитарный батальон     | Санитарный батальон     | Санитарный батальон     | Санитарный батальон     | Санитарный батальон     | Санитарный батальон     |  |  |  |  |
|  |  |  |  |                     | Пехотный полк       | Пехотный полк       | Пехотный полк       | Пехотный полк       | Пехотный полк       |                    |                    |                        |                        |                        |                        |                        |                        |  |  |                  |                  | Пехотный батальон       | Пехотный батальон       | Пехотный батальон       | Пехотный батальон       | Пехотный батальон       | Пехотный батальон       |  |  |  |  | Санитарный батальон     | Санитарный батальон     | Санитарный батальон     | Санитарный батальон     | Санитарный батальон     | Санитарный батальон     |  |  |  |  |
|  |  |  |  |                     |                     |                     |                     |                     |                     |                    |                    |                        |                        |                        |                        |                        |                        |  |  |                  |                  |                         |                         |                         |                         |                         |                         |  |  |  |  |                         |                         |                         |                         |                         |                         |  |  |  |  |
|  |  |  |  | Пехотный полк       | Пехотный полк       | Пехотный полк       | Пехотный полк       | Пехотный полк       | Пехотный полк       |                    |                    | Дивизион 155-мм гаубиц | Дивизион 155-мм гаубиц | Дивизион 155-мм гаубиц | Дивизион 155-мм гаубиц | Дивизион 155-мм гаубиц | Дивизион 155-мм гаубиц |  |  |                  |                  | Пехотный батальон       | Пехотный батальон       | Пехотный батальон       | Пехотный батальон       | Пехотный батальон       | Пехотный батальон       |  |  |  |  | Сапёрный батальон       | Сапёрный батальон       | Сапёрный батальон       | Сапёрный батальон       | Сапёрный батальон       | Сапёрный батальон       |  |  |  |  |
|  |  |  |  | Пехотный полк       | Пехотный полк       | Пехотный полк       | Пехотный полк       | Пехотный полк       | Пехотный полк       |                    |                    | Дивизион 155-мм гаубиц | Дивизион 155-мм гаубиц | Дивизион 155-мм гаубиц | Дивизион 155-мм гаубиц | Дивизион 155-мм гаубиц | Дивизион 155-мм гаубиц |  |  |                  |                  | Пехотный батальон       | Пехотный батальон       | Пехотный батальон       | Пехотный батальон       | Пехотный батальон       | Пехотный батальон       |  |  |  |  | Сапёрный батальон       | Сапёрный батальон       | Сапёрный батальон       | Сапёрный батальон       | Сапёрный батальон       | Сапёрный батальон       |  |  |  |  |
|  |  |  |  |                     |                     |                     |                     |                     |                     |                    |                    |                        |                        |                        |                        |                        |                        |  |  |                  |                  |                         |                         |                         |                         |                         |                         |  |  |  |  |                         |                         |                         |                         |                         |                         |  |  |  |  |
|  |  |  |  | Пехотный полк       | Пехотный полк       | Пехотный полк       | Пехотный полк       | Пехотный полк       | Пехотный полк       |                    |                    | Дивизион 105-мм гаубиц | Дивизион 105-мм гаубиц | Дивизион 105-мм гаубиц | Дивизион 105-мм гаубиц | Дивизион 105-мм гаубиц | Дивизион 105-мм гаубиц |  |  |                  |                  | Пехотный батальон       | Пехотный батальон       | Пехотный батальон       | Пехотный батальон       | Пехотный батальон       | Пехотный батальон       |  |  |  |  | Квартирмейстерская рота | Квартирмейстерская рота | Квартирмейстерская рота | Квартирмейстерская рота | Квартирмейстерская рота | Квартирмейстерская рота |  |  |  |  |
|  |  |  |  | Пехотный полк       | Пехотный полк       | Пехотный полк       | Пехотный полк       | Пехотный полк       | Пехотный полк       |                    |                    | Дивизион 105-мм гаубиц | Дивизион 105-мм гаубиц | Дивизион 105-мм гаубиц | Дивизион 105-мм гаубиц | Дивизион 105-мм гаубиц | Дивизион 105-мм гаубиц |  |  |                  |                  | Пехотный батальон       | Пехотный батальон       | Пехотный батальон       | Пехотный батальон       | Пехотный батальон       | Пехотный батальон       |  |  |  |  | Квартирмейстерская рота | Квартирмейстерская рота | Квартирмейстерская рота | Квартирмейстерская рота | Квартирмейстерская рота | Квартирмейстерская рота |  |  |  |  |
|  |  |  |  |                     |                     |                     |                     |                     |                     |                    |                    |                        |                        |                        |                        |                        |                        |  |  |                  |                  |                         |                         |                         |                         |                         |                         |  |  |  |  |                         |                         |                         |                         |                         |                         |  |  |  |  |
|  |  |  |  | Артиллерийский полк | Артиллерийский полк | Артиллерийский полк | Артиллерийский полк | Артиллерийский полк | Артиллерийский полк |                    |                    | Дивизион 105-мм гаубиц | Дивизион 105-мм гаубиц | Дивизион 105-мм гаубиц | Дивизион 105-мм гаубиц | Дивизион 105-мм гаубиц | Дивизион 105-мм гаубиц |  |  |                  |                  | Противотанковая батарея | Противотанковая батарея | Противотанковая батарея | Противотанковая батарея | Противотанковая батарея | Противотанковая батарея |  |  |  |  | Рота снабжения          | Рота снабжения          | Рота снабжения          | Рота снабжения          | Рота снабжения          | Рота снабжения          |  |  |  |  |
|  |  |  |  | Артиллерийский полк | Артиллерийский полк | Артиллерийский полк | Артиллерийский полк | Артиллерийский полк | Артиллерийский полк |                    |                    | Дивизион 105-мм гаубиц | Дивизион 105-мм гаубиц | Дивизион 105-мм гаубиц | Дивизион 105-мм гаубиц | Дивизион 105-мм гаубиц | Дивизион 105-мм гаубиц |  |  |                  |                  | Противотанковая батарея | Противотанковая батарея | Противотанковая батарея | Противотанковая батарея | Противотанковая батарея | Противотанковая батарея |  |  |  |  | Рота снабжения          | Рота снабжения          | Рота снабжения          | Рота снабжения          | Рота снабжения          | Рота снабжения          |  |  |  |  |
|  |  |  |  |                     |                     |                     |                     |                     |                     |                    |                    |                        |                        |                        |                        |                        |                        |  |  |                  |                  |                         |                         |                         |                         |                         |                         |  |  |  |  |                         |                         |                         |                         |                         |                         |  |  |  |  |
|  |  |  |  |                     |                     |                     |                     |                     |                     |                    |                    | Дивизион 105-мм гаубиц | Дивизион 105-мм гаубиц | Дивизион 105-мм гаубиц | Дивизион 105-мм гаубиц | Дивизион 105-мм гаубиц | Дивизион 105-мм гаубиц |  |  |                  |                  | Батарея 105-мм гаубиц   | Батарея 105-мм гаубиц   | Батарея 105-мм гаубиц   | Батарея 105-мм гаубиц   | Батарея 105-мм гаубиц   | Батарея 105-мм гаубиц   |  |  |  |  | Разведывательная рота   | Разведывательная рота   | Разведывательная рота   | Разведывательная рота   | Разведывательная рота   | Разведывательная рота   |  |  |  |  |
|  |  |  |  |                     |                     |                     |                     |                     |                     |                    |                    | Дивизион 105-мм гаубиц | Дивизион 105-мм гаубиц | Дивизион 105-мм гаубиц | Дивизион 105-мм гаубиц | Дивизион 105-мм гаубиц | Дивизион 105-мм гаубиц |  |  |                  |                  | Батарея 105-мм гаубиц   | Батарея 105-мм гаубиц   | Батарея 105-мм гаубиц   | Батарея 105-мм гаубиц   | Батарея 105-мм гаубиц   | Батарея 105-мм гаубиц   |  |  |  |  | Разведывательная рота   | Разведывательная рота   | Разведывательная рота   | Разведывательная рота   | Разведывательная рота   | Разведывательная рота   |  |  |  |  |
|  |  |  |  |                     |                     |                     |                     |                     |                     |                    |                    |                        |                        |                        |                        |                        |                        |  |  |                  |                  |                         |                         |                         |                         |                         |                         |  |  |  |  |                         |                         |                         |                         |                         |                         |  |  |  |  |
|  |  |  |  |                     |                     |                     |                     |                     |                     |                    |                    |                        |                        |                        |                        |                        |                        |  |  |                  |                  | Ремонтная рота          |                         |                         |                         |                         |                         |  |  |  |  |                         |                         |                         |                         |                         |                         |  |  |  |  |
|  |  |  |  |                     |                     |                     |                     |                     |                     |                    |                    |                        |                        |                        |                        |                        |                        |  |  |                  |                  |                         |                         |                         |                         |                         |                         |  |  |  |  |                         |                         |                         |                         |                         |                         |  |  |  |  |
|  |  |  |  |                     |                     |                     |                     |                     |                     |                    |                    |                        |                        |                        |                        |                        |                        |  |  |                  |                  |                         |                         |                         |                         |                         |                         |  |  |  |  |                         |                         |                         |                         |                         |                         |  |  |  |  |
|  |  |  |  |                     |                     |                     |                     |                     |                     |                    |                    |                        |                        |                        |                        |                        |                        |  |  |                  |                  | Санитарная рота         |                         |                         |                         |                         |                         |  |  |  |  |                         |                         |                         |                         |                         |                         |  |  |  |  |
|  |  |  |  |                     |                     |                     |                     |                     |                     |                    |                    |                        |                        |                        |                        |                        |                        |  |  |                  |                  |                         |                         |                         |                         |                         |                         |  |  |  |  |                         |                         |                         |                         |                         |                         |  |  |  |  |

- 12 155-мм гаубиц M114
- 36 105-мм гаубиц M2/M101
- 530 гранатомётов «Базука»
- 854 грузовикa
- 586 джипов
- 10 самолётов артиллерийской разведки
- 67 7,62-мм пулемётов М1919А4
- 90 7,62-мм пулемётов М1917А1
- <250 12,7-мм пулемётов M2

#### 1956—1962

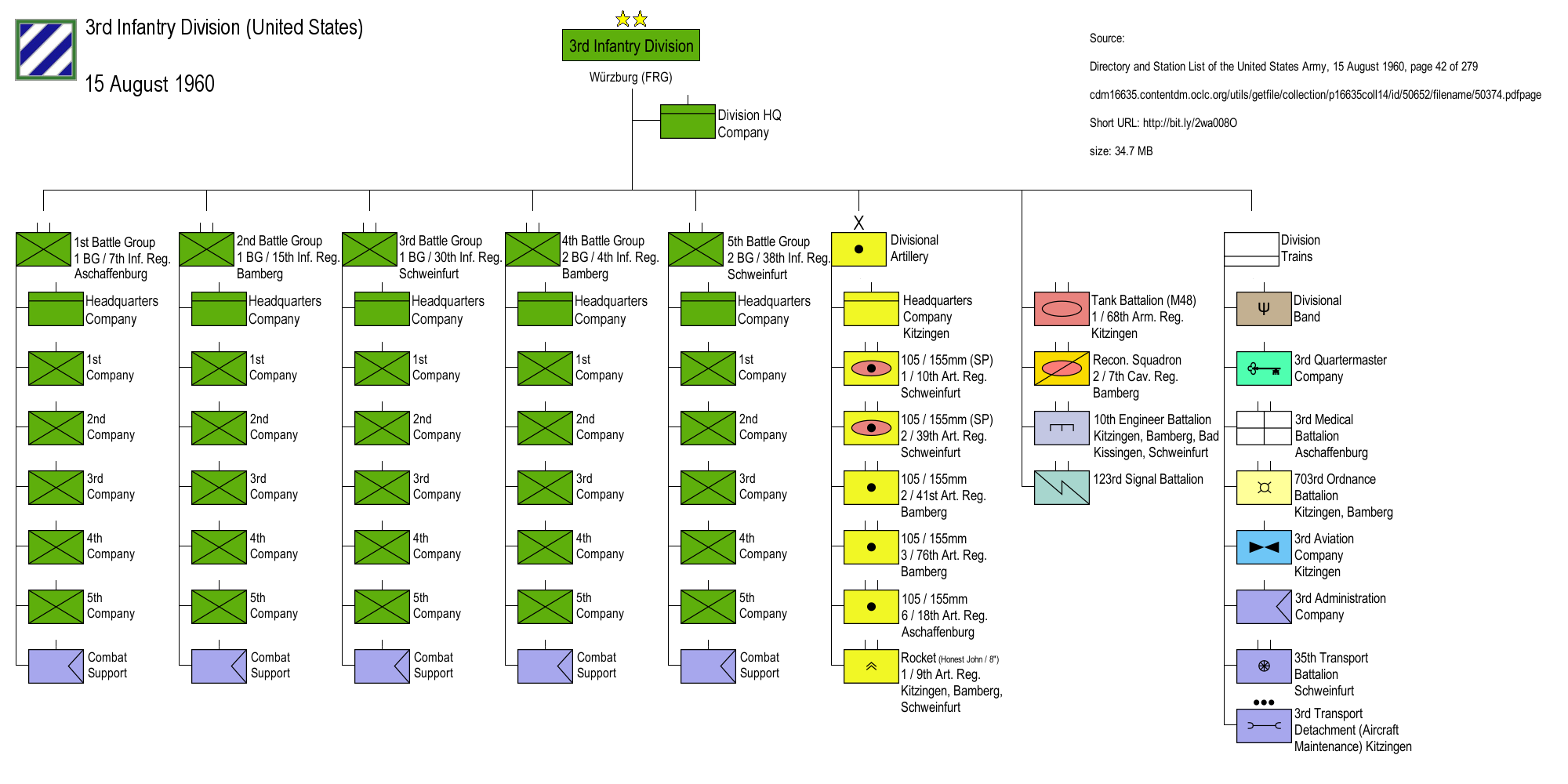
Пентамическая структура 3-й пехотной дивизии в 1960 году.

В 1952 году был упразднён полковой уровень и линейные роты сосредоточились в 5 боевых группах (Battle Group) пентомической дивизии. Сделано это было с целью более оперативного реагирования на угрозы во время боя. Боевая группа была подчинена напрямую командованию дивизии. В состав дивизии введён дивизион, включающий батарею 203-мм гаубиц (4 единицы) и ТРК «Онест Джон» (2 единицы). Однако вскоре руководство Сухопутных войск убедилось в нежизнеспособности подобной структуры.
Всего в дивизии: 13 748 человек; 125 танков; 2 ПУ НУР; 66 орудий; 114 минометов; 569 ПТО и безоткаток (РПТР); 181 бронетранспортёр; 1627 автомобилей; 22 самолёта и вертолёта.

#### 1971—1999

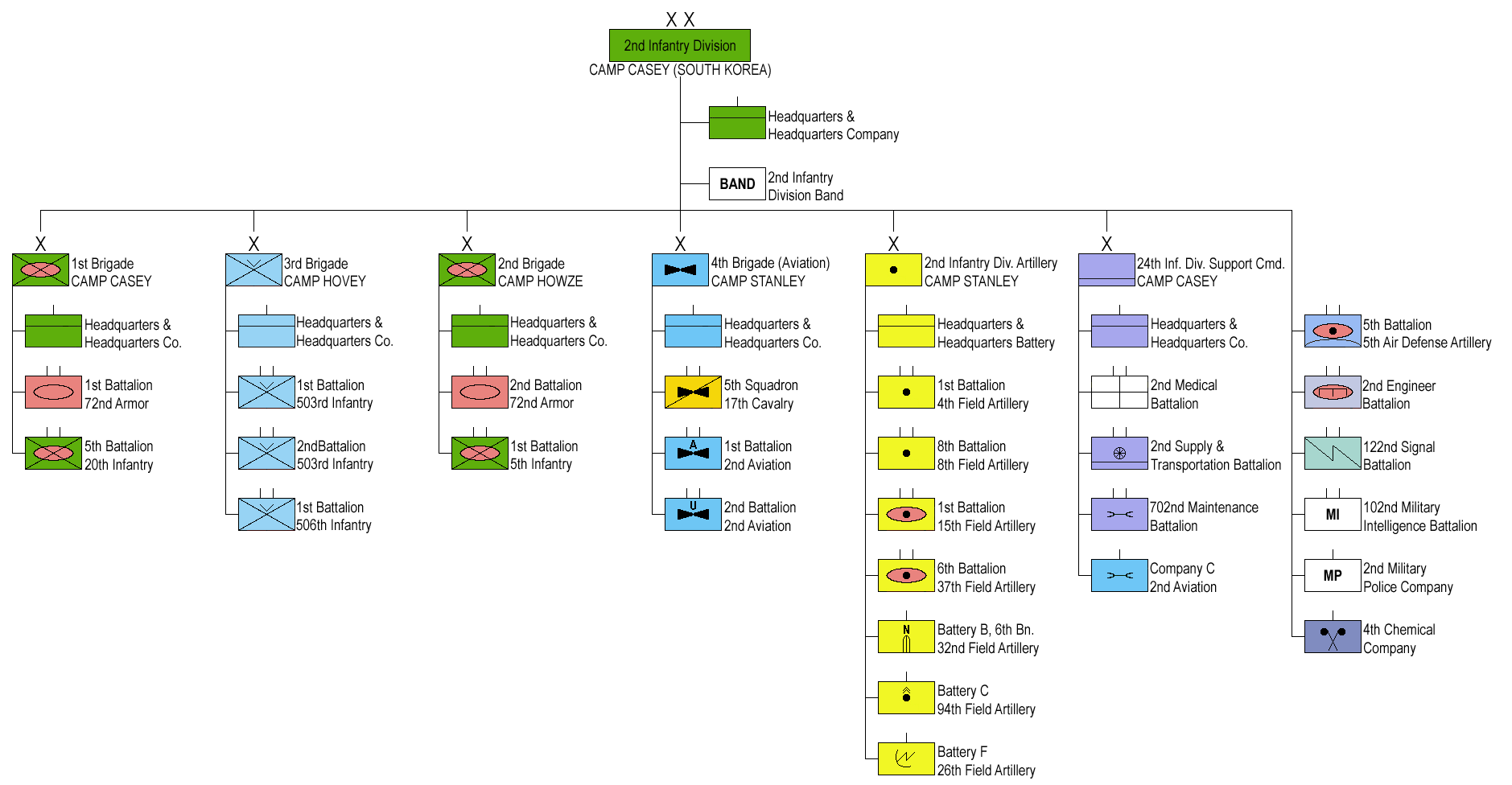
2-я пехотная дивизия в 1989 году.

До начала масштабной реорганизации Сухопутных войск США, мотопехотная (механизированная) дивизия имела фиксированный состав и состояла из батальонов и штабов бригад. Бригадный уровень носил штабной характер и американская бригада СВ не имела постоянного состава, что порождало определённые трудности в слаживании подразделений. В дивизии было три штаба бригад, 6 механизированных и 4 танковых батальона, батальон связи, разведывательный, сапёрный батальон, зенитный ракетно-артиллерийский дивизион и вертолётный батальон. Построение боевого порядка дивизии зависело от боевой задачи, ширины полосы наступления, характера местности и военной мощи противника. Чаще всего ударную роль играли две бригады, а третья находилась в оперативном резерве. Ударная бригада чаще всего состояла из 3 мотопехотных и 1 танкового батальона, сапёрной роты и др. вспомогательных подразделений. Бригады на второстепенных направлениях имели более скромный состав.
Артиллерия дивизии (2290 чел.) была аналогична артиллерии танковой дивизии (Armored Division) и состояла из 3 дивизионов 155-мм гаубиц, 1 дивизиона 203-мм гаубиц, ракетного дивизиона MGR-1 Honest John. В наступлении бригадам передавался 1 дивизион 155-мм гаубиц, остальные же дивизионы играли роль общей поддержки и подчинялись напрямую командованию дивизии.
Командование тыла (3167 чел.) состояло из управления, отдельных рот (военной полиции, генерального адъютанта, финансовой), отдельных батальонов (медицинского, тылового обеспечения, ремонтно-восстановительного). Общая численность личного состава дивизии составляла более 16 500 человек.
|  |  |  |  |                |                |                |                |                |                | Управление дивизии | Управление дивизии | Управление дивизии | Управление дивизии | Управление дивизии | Управление дивизии |                   |                   |  |  | Командир дивизии           | Командир дивизии           | Командир дивизии           | Командир дивизии           | Командир дивизии           | Командир дивизии           |                         |                         |                                |                                |                                |                                |                                |                                |                        |                        |                   |                   |                   |                   |                   |                   |  |  |  |  |  |  |
|  |  |  |  |                |                |                |                |                |                | Управление дивизии | Управление дивизии | Управление дивизии | Управление дивизии | Управление дивизии | Управление дивизии |                   |                   |  |  | Командир дивизии           | Командир дивизии           | Командир дивизии           | Командир дивизии           | Командир дивизии           | Командир дивизии           |                         |                         |                                |                                |                                |                                |                                |                                |                        |                        |                   |                   |                   |                   |                   |                   |  |  |  |  |  |  |
|  |  |  |  |                |                |                |                |                |                |                    |                    |                    |                    |                    |                    |                   |                   |  |  |                            |                            |                            |                            |                            |                            |                         |                         |                                |                                |                                |                                |                                |                                |                        |                        |                   |                   |                   |                   |                   |                   |  |  |  |  |  |  |
|  |  |  |  |                |                |                |                |                |                |                    |                    |                    |                    |                    |                    |                   |                   |  |  |                            |                            |                            |                            |                            |                            |                         |                         |                                |                                |                                |                                |                                |                                |                        |                        |                   |                   |                   |                   |                   |                   |  |  |  |  |  |  |
|  |  |  |  | Мех. батальон  | Мех. батальон  | Мех. батальон  | Мех. батальон  | Мех. батальон  | Мех. батальон  |                    |                    | Танковый батальон  | Танковый батальон  | Танковый батальон  | Танковый батальон  | Танковый батальон | Танковый батальон |  |  |                            |                            |                            |                            |                            |                            |                         |                         |                                |                                |                                |                                | Штаб бригады                   | Штаб бригады                   | Штаб бригады           | Штаб бригады           | Штаб бригады      | Штаб бригады      |                   |                   |                   |                   |  |  |  |  |  |  |
|  |  |  |  | Мех. батальон  | Мех. батальон  | Мех. батальон  | Мех. батальон  | Мех. батальон  | Мех. батальон  |                    |                    | Танковый батальон  | Танковый батальон  | Танковый батальон  | Танковый батальон  | Танковый батальон | Танковый батальон |  |  |                            |                            |                            |                            |                            |                            |                         |                         |                                |                                |                                |                                | Штаб бригады                   | Штаб бригады                   | Штаб бригады           | Штаб бригады           | Штаб бригады      | Штаб бригады      |                   |                   |                   |                   |  |  |  |  |  |  |
|  |  |  |  |                |                |                |                |                |                |                    |                    |                    |                    |                    |                    |                   |                   |  |  |                            |                            |                            |                            |                            |                            |                         |                         |                                |                                |                                |                                |                                |                                |                        |                        |                   |                   |                   |                   |                   |                   |  |  |  |  |  |  |
|  |  |  |  | Мех. батальон  | Мех. батальон  | Мех. батальон  | Мех. батальон  | Мех. батальон  | Мех. батальон  |                    |                    | Танковый батальон  | Танковый батальон  | Танковый батальон  | Танковый батальон  | Танковый батальон | Танковый батальон |  |  |                            |                            |                            |                            | Командование тыла          | Командование тыла          | Командование тыла       | Командование тыла       | Командование тыла              | Командование тыла              |                                |                                | Штаб бригады                   | Штаб бригады                   | Штаб бригады           | Штаб бригады           | Штаб бригады      | Штаб бригады      |                   |                   |                   |                   |  |  |  |  |  |  |
|  |  |  |  | Мех. батальон  | Мех. батальон  | Мех. батальон  | Мех. батальон  | Мех. батальон  | Мех. батальон  |                    |                    | Танковый батальон  | Танковый батальон  | Танковый батальон  | Танковый батальон  | Танковый батальон | Танковый батальон |  |  |                            |                            |                            |                            | Командование тыла          | Командование тыла          | Командование тыла       | Командование тыла       | Командование тыла              | Командование тыла              |                                |                                | Штаб бригады                   | Штаб бригады                   | Штаб бригады           | Штаб бригады           | Штаб бригады      | Штаб бригады      |                   |                   |                   |                   |  |  |  |  |  |  |
|  |  |  |  |                |                |                |                |                |                |                    |                    |                    |                    |                    |                    |                   |                   |  |  |                            |                            |                            |                            |                            |                            |                         |                         |                                |                                |                                |                                |                                |                                |                        |                        |                   |                   |                   |                   |                   |                   |  |  |  |  |  |  |
|  |  |  |  | Мех. батальон  | Мех. батальон  | Мех. батальон  | Мех. батальон  | Мех. батальон  | Мех. батальон  |                    |                    | Танковый батальон  | Танковый батальон  | Танковый батальон  | Танковый батальон  | Танковый батальон | Танковый батальон |  |  |                            |                            |                            |                            | Командование артиллерии    | Командование артиллерии    | Командование артиллерии | Командование артиллерии | Командование артиллерии        | Командование артиллерии        |                                |                                | Штаб бригады                   | Штаб бригады                   | Штаб бригады           | Штаб бригады           | Штаб бригады      | Штаб бригады      |                   |                   |                   |                   |  |  |  |  |  |  |
|  |  |  |  | Мех. батальон  | Мех. батальон  | Мех. батальон  | Мех. батальон  | Мех. батальон  | Мех. батальон  |                    |                    | Танковый батальон  | Танковый батальон  | Танковый батальон  | Танковый батальон  | Танковый батальон | Танковый батальон |  |  |                            |                            |                            |                            | Командование артиллерии    | Командование артиллерии    | Командование артиллерии | Командование артиллерии | Командование артиллерии        | Командование артиллерии        |                                |                                | Штаб бригады                   | Штаб бригады                   | Штаб бригады           | Штаб бригады           | Штаб бригады      | Штаб бригады      |                   |                   |                   |                   |  |  |  |  |  |  |
|  |  |  |  |                |                |                |                |                |                |                    |                    |                    |                    |                    |                    |                   |                   |  |  |                            |                            |                            |                            |                            |                            |                         |                         |                                |                                |                                |                                |                                |                                |                        |                        |                   |                   |                   |                   |                   |                   |  |  |  |  |  |  |
|  |  |  |  | Мех. батальон  | Мех. батальон  | Мех. батальон  | Мех. батальон  | Мех. батальон  | Мех. батальон  |                    |                    | Танковый батальон  | Танковый батальон  | Танковый батальон  | Танковый батальон  | Танковый батальон | Танковый батальон |  |  |                            |                            | Дивизион 203-мм гаубиц     | Дивизион 203-мм гаубиц     | Дивизион 203-мм гаубиц     | Дивизион 203-мм гаубиц     | Дивизион 203-мм гаубиц  | Дивизион 203-мм гаубиц  |                                |                                | Дивизион 155-мм гаубиц         | Дивизион 155-мм гаубиц         | Дивизион 155-мм гаубиц         | Дивизион 155-мм гаубиц         | Дивизион 155-мм гаубиц | Дивизион 155-мм гаубиц |                   |                   |                   |                   |                   |                   |  |  |  |  |  |  |
|  |  |  |  | Мех. батальон  | Мех. батальон  | Мех. батальон  | Мех. батальон  | Мех. батальон  | Мех. батальон  |                    |                    | Танковый батальон  | Танковый батальон  | Танковый батальон  | Танковый батальон  | Танковый батальон | Танковый батальон |  |  |                            |                            | Дивизион 203-мм гаубиц     | Дивизион 203-мм гаубиц     | Дивизион 203-мм гаубиц     | Дивизион 203-мм гаубиц     | Дивизион 203-мм гаубиц  | Дивизион 203-мм гаубиц  |                                |                                | Дивизион 155-мм гаубиц         | Дивизион 155-мм гаубиц         | Дивизион 155-мм гаубиц         | Дивизион 155-мм гаубиц         | Дивизион 155-мм гаубиц | Дивизион 155-мм гаубиц |                   |                   |                   |                   |                   |                   |  |  |  |  |  |  |
|  |  |  |  |                |                |                |                |                |                |                    |                    |                    |                    |                    |                    |                   |                   |  |  |                            |                            |                            |                            |                            |                            |                         |                         |                                |                                |                                |                                |                                |                                |                        |                        |                   |                   |                   |                   |                   |                   |  |  |  |  |  |  |
|  |  |  |  | Мех. батальон  | Мех. батальон  | Мех. батальон  | Мех. батальон  | Мех. батальон  | Мех. батальон  |                    |                    |                    |                    |                    |                    |                   |                   |  |  |                            |                            | Ракетный дивизион          | Ракетный дивизион          | Ракетный дивизион          | Ракетный дивизион          | Ракетный дивизион       | Ракетный дивизион       |                                |                                | Дивизион 155-мм гаубиц         | Дивизион 155-мм гаубиц         | Дивизион 155-мм гаубиц         | Дивизион 155-мм гаубиц         | Дивизион 155-мм гаубиц | Дивизион 155-мм гаубиц |                   |                   |                   |                   |                   |                   |  |  |  |  |  |  |
|  |  |  |  | Мех. батальон  | Мех. батальон  | Мех. батальон  | Мех. батальон  | Мех. батальон  | Мех. батальон  |                    |                    |                    |                    |                    |                    |                   |                   |  |  |                            |                            | Ракетный дивизион          | Ракетный дивизион          | Ракетный дивизион          | Ракетный дивизион          | Ракетный дивизион       | Ракетный дивизион       |                                |                                | Дивизион 155-мм гаубиц         | Дивизион 155-мм гаубиц         | Дивизион 155-мм гаубиц         | Дивизион 155-мм гаубиц         | Дивизион 155-мм гаубиц | Дивизион 155-мм гаубиц |                   |                   |                   |                   |                   |                   |  |  |  |  |  |  |
|  |  |  |  |                |                |                |                |                |                |                    |                    |                    |                    |                    |                    |                   |                   |  |  |                            |                            |                            |                            |                            |                            |                         |                         |                                |                                |                                |                                |                                |                                |                        |                        |                   |                   |                   |                   |                   |                   |  |  |  |  |  |  |
|  |  |  |  | Мех. батальон  | Мех. батальон  | Мех. батальон  | Мех. батальон  | Мех. батальон  | Мех. батальон  |                    |                    |                    |                    |                    |                    |                   |                   |  |  |                            |                            |                            |                            |                            |                            |                         |                         |                                |                                | Дивизион 155-мм гаубиц         | Дивизион 155-мм гаубиц         | Дивизион 155-мм гаубиц         | Дивизион 155-мм гаубиц         | Дивизион 155-мм гаубиц | Дивизион 155-мм гаубиц |                   |                   |                   |                   |                   |                   |  |  |  |  |  |  |
|  |  |  |  | Мех. батальон  | Мех. батальон  | Мех. батальон  | Мех. батальон  | Мех. батальон  | Мех. батальон  |                    |                    |                    |                    |                    |                    |                   |                   |  |  |                            |                            |                            |                            |                            |                            |                         |                         |                                |                                | Дивизион 155-мм гаубиц         | Дивизион 155-мм гаубиц         | Дивизион 155-мм гаубиц         | Дивизион 155-мм гаубиц         | Дивизион 155-мм гаубиц | Дивизион 155-мм гаубиц |                   |                   |                   |                   |                   |                   |  |  |  |  |  |  |
|  |  |  |  |                |                |                |                |                |                |                    |                    |                    |                    |                    |                    |                   |                   |  |  |                            |                            |                            |                            |                            |                            |                         |                         |                                |                                |                                |                                |                                |                                |                        |                        |                   |                   |                   |                   |                   |                   |  |  |  |  |  |  |
|  |  |  |  |                |                |                |                |                |                |                    |                    |                    |                    |                    |                    |                   |                   |  |  |                            |                            |                            |                            |                            |                            |                         |                         |                                |                                |                                |                                |                                |                                |                        |                        |                   |                   |                   |                   |                   |                   |  |  |  |  |  |  |
|  |  |  |  | Батальон связи | Батальон связи | Батальон связи | Батальон связи | Батальон связи | Батальон связи |                    |                    | Разведбат          | Разведбат          | Разведбат          | Разведбат          | Разведбат         | Разведбат         |  |  | Батальон армейской авиации | Батальон армейской авиации | Батальон армейской авиации | Батальон армейской авиации | Батальон армейской авиации | Батальон армейской авиации |                         |                         | Зенитный ракетно-арт. дивизион | Зенитный ракетно-арт. дивизион | Зенитный ракетно-арт. дивизион | Зенитный ракетно-арт. дивизион | Зенитный ракетно-арт. дивизион | Зенитный ракетно-арт. дивизион |                        |                        | Сапёрный батальон | Сапёрный батальон | Сапёрный батальон | Сапёрный батальон | Сапёрный батальон | Сапёрный батальон |  |  |  |  |  |  |

- Управление дивизии
- управление
- 4 танковых батальона
- 6 батальонов механизированной пехоты
- командование артиллерии (4 дивизиона)
- командование тыла (3 батальона ТО)
- разведывательный батальон
- батальон связи
- вертолётный батальон
- зенитный батальон
- сапёрный батальон

По штату в мотопехотной дивизии:
- Личный состав: 16 500 человек
- 243 танка (216 средних и 27 легких)
- 4 ТРК «Онест Джон»
- 54 155-мм гаубиц M109
- 12 203-мм гаубиц M110
- 103 81-мм и 106,7-мм миномётов
- 150 птуров «ТОУ» и безоткатных орудий
- 24 ЗУР «Чапараль» и ЗСУ «Вулкан»
- 67 расчётов ПЗРК «Рэдай»
- ~700 БТР и БМП
- 2800 автомобилей
- 61 вертолёт
- 1238 40-мм гранатомётов
- 295 12,7-мм пулемётов
- >600 7,62-мм пулемётов
- ~13 800 автоматов
- <3400 пистолетов и пистолетов-пулемётов

#### XXI век

4-я пехотная дивизия в 2015 году.

В 1999 году были начаты масштабные исследования по поиску оптимальной организационно-штатной структуры и оснащения сухопутных войск для должного реагирования на вызовы XXI века с целью создания более гибких, обладающих высокой живучестью формирований, способных успешно противостоять любому противнику. Итогом длительных экспериментов и обсуждений стал кардинальный отказ от прежней ОШС. На этот раз штабной характер стал носить дивизионный уровень, которому стали подчиняться бригады постоянного состава. Боевые бригады получили обозначение Brigade Combat Team. Всего разновидностей BCT стало три: бронетанковая (Armoured BCT (ABCT)), [лёгкая] пехотная (Infantry BCT (IBCT)) и механизированная (Stryker BCT (SBCT)), отличаясь друг от друга лишь составом вооружения. Каждая дивизия может иметь произвольное количество и разновидности бригад. Все ОБТ сведены в ABCT. В целом дивизия Армии США имеет 2—3 боевые бригады, 1 бригаду поддержки и бригаду армейской авиации (вертолётную). Каждая бригада дивизии полностью автономна, имея собственные подразделения тылового и боевого обеспечения на постоянной основе, в сравнении с прежними бригадами дореформенного периода.
Состав современной американской дивизии СВ приобрёл следующий вид:
|  |  |  |  |                          |                          |                          |                          |                          |                          | Управление дивизии | Управление дивизии | Управление дивизии          | Управление дивизии          | Управление дивизии          | Управление дивизии          |                             |                             |  |  | Командир дивизии          | Командир дивизии          | Командир дивизии          | Командир дивизии          | Командир дивизии          | Командир дивизии          |  |  |                            |                            |                            |                            |                            |                            |  |  |  |  |  |  |  |  |  |  |
|  |  |  |  |                          |                          |                          |                          |                          |                          | Управление дивизии | Управление дивизии | Управление дивизии          | Управление дивизии          | Управление дивизии          | Управление дивизии          |                             |                             |  |  | Командир дивизии          | Командир дивизии          | Командир дивизии          | Командир дивизии          | Командир дивизии          | Командир дивизии          |  |  |                            |                            |                            |                            |                            |                            |  |  |  |  |  |  |  |  |  |  |
|  |  |  |  |                          |                          |                          |                          |                          |                          |                    |                    |                             |                             |                             |                             |                             |                             |  |  |                           |                           |                           |                           |                           |                           |  |  |                            |                            |                            |                            |                            |                            |  |  |  |  |  |  |  |  |  |  |
|  |  |  |  |                          |                          |                          |                          |                          |                          |                    |                    |                             |                             |                             |                             |                             |                             |  |  |                           |                           |                           |                           |                           |                           |  |  |                            |                            |                            |                            |                            |                            |  |  |  |  |  |  |  |  |  |  |
|  |  |  |  | Бронетанковая бригада    | Бронетанковая бригада    | Бронетанковая бригада    | Бронетанковая бригада    | Бронетанковая бригада    | Бронетанковая бригада    |                    |                    | Артиллерийское командование | Артиллерийское командование | Артиллерийское командование | Артиллерийское командование | Артиллерийское командование | Артиллерийское командование |  |  | Бригада армейской авиации | Бригада армейской авиации | Бригада армейской авиации | Бригада армейской авиации | Бригада армейской авиации | Бригада армейской авиации |  |  | Бригада поддержки          | Бригада поддержки          | Бригада поддержки          | Бригада поддержки          | Бригада поддержки          | Бригада поддержки          |  |  |  |  |  |  |  |  |  |  |
|  |  |  |  | Бронетанковая бригада    | Бронетанковая бригада    | Бронетанковая бригада    | Бронетанковая бригада    | Бронетанковая бригада    | Бронетанковая бригада    |                    |                    | Артиллерийское командование | Артиллерийское командование | Артиллерийское командование | Артиллерийское командование | Артиллерийское командование | Артиллерийское командование |  |  | Бригада армейской авиации | Бригада армейской авиации | Бригада армейской авиации | Бригада армейской авиации | Бригада армейской авиации | Бригада армейской авиации |  |  | Бригада поддержки          | Бригада поддержки          | Бригада поддержки          | Бригада поддержки          | Бригада поддержки          | Бригада поддержки          |  |  |  |  |  |  |  |  |  |  |
|  |  |  |  |                          |                          |                          |                          |                          |                          |                    |                    |                             |                             |                             |                             |                             |                             |  |  |                           |                           |                           |                           |                           |                           |  |  |                            |                            |                            |                            |                            |                            |  |  |  |  |  |  |  |  |  |  |
|  |  |  |  |                          |                          |                          |                          |                          |                          |                    |                    |                             |                             |                             |                             |                             |                             |  |  |                           |                           |                           |                           |                           |                           |  |  |                            |                            |                            |                            |                            |                            |  |  |  |  |  |  |  |  |  |  |
|  |  |  |  | Пехотная бригада         | Пехотная бригада         | Пехотная бригада         | Пехотная бригада         | Пехотная бригада         | Пехотная бригада         |                    |                    | Механизированный батальон   | Механизированный батальон   | Механизированный батальон   | Механизированный батальон   | Механизированный батальон   | Механизированный батальон   |  |  | Артиллерийский дивизион   | Артиллерийский дивизион   | Артиллерийский дивизион   | Артиллерийский дивизион   | Артиллерийский дивизион   | Артиллерийский дивизион   |  |  | Батальон поддержки бригады | Батальон поддержки бригады | Батальон поддержки бригады | Батальон поддержки бригады | Батальон поддержки бригады | Батальон поддержки бригады |  |  |  |  |  |  |  |  |  |  |
|  |  |  |  | Пехотная бригада         | Пехотная бригада         | Пехотная бригада         | Пехотная бригада         | Пехотная бригада         | Пехотная бригада         |                    |                    | Механизированный батальон   | Механизированный батальон   | Механизированный батальон   | Механизированный батальон   | Механизированный батальон   | Механизированный батальон   |  |  | Артиллерийский дивизион   | Артиллерийский дивизион   | Артиллерийский дивизион   | Артиллерийский дивизион   | Артиллерийский дивизион   | Артиллерийский дивизион   |  |  | Батальон поддержки бригады | Батальон поддержки бригады | Батальон поддержки бригады | Батальон поддержки бригады | Батальон поддержки бригады | Батальон поддержки бригады |  |  |  |  |  |  |  |  |  |  |
|  |  |  |  |                          |                          |                          |                          |                          |                          |                    |                    |                             |                             |                             |                             |                             |                             |  |  |                           |                           |                           |                           |                           |                           |  |  |                            |                            |                            |                            |                            |                            |  |  |  |  |  |  |  |  |  |  |
|  |  |  |  | Механизированная бригада | Механизированная бригада | Механизированная бригада | Механизированная бригада | Механизированная бригада | Механизированная бригада |                    |                    | Механизированный батальон   | Механизированный батальон   | Механизированный батальон   | Механизированный батальон   | Механизированный батальон   | Механизированный батальон   |  |  | Разведывательный батальон | Разведывательный батальон | Разведывательный батальон | Разведывательный батальон | Разведывательный батальон | Разведывательный батальон |  |  |                            |                            |                            |                            |                            |                            |  |  |  |  |  |  |  |  |  |  |
|  |  |  |  | Механизированная бригада | Механизированная бригада | Механизированная бригада | Механизированная бригада | Механизированная бригада | Механизированная бригада |                    |                    | Механизированный батальон   | Механизированный батальон   | Механизированный батальон   | Механизированный батальон   | Механизированный батальон   | Механизированный батальон   |  |  | Разведывательный батальон | Разведывательный батальон | Разведывательный батальон | Разведывательный батальон | Разведывательный батальон | Разведывательный батальон |  |  |                            |                            |                            |                            |                            |                            |  |  |  |  |  |  |  |  |  |  |
|  |  |  |  |                          |                          |                          |                          |                          |                          |                    |                    |                             |                             |                             |                             |                             |                             |  |  |                           |                           |                           |                           |                           |                           |  |  |                            |                            |                            |                            |                            |                            |  |  |  |  |  |  |  |  |  |  |
|  |  |  |  |                          |                          |                          |                          |                          |                          |                    |                    | Механизированный батальон   | Механизированный батальон   | Механизированный батальон   | Механизированный батальон   | Механизированный батальон   | Механизированный батальон   |  |  | Инженерный батальон       | Инженерный батальон       | Инженерный батальон       | Инженерный батальон       | Инженерный батальон       | Инженерный батальон       |  |  |                            |                            |                            |                            |                            |                            |  |  |  |  |  |  |  |  |  |  |
|  |  |  |  |                          |                          |                          |                          |                          |                          |                    |                    | Механизированный батальон   | Механизированный батальон   | Механизированный батальон   | Механизированный батальон   | Механизированный батальон   | Механизированный батальон   |  |  | Инженерный батальон       | Инженерный батальон       | Инженерный батальон       | Инженерный батальон       | Инженерный батальон       | Инженерный батальон       |  |  |                            |                            |                            |                            |                            |                            |  |  |  |  |  |  |  |  |  |  |

По штату в бронетанковой бригаде дивизии:
- 3500 солдат чел. л/с;
- 87 ОБТ «М1 Абрамс»;
- 144 БМП «М2 Брэдли» и БРМ М3 Брэдли;
- 18 САУ «Паладин»;

Всего 450 гусеничных машин, 900 колёсных машин, 650 прицепов.
По штату в авиационной бригаде дивизии:
- 2873 чел. л/с;
- 12 вертолётов «Чинук»;
- 53 вертолёта «Блак Хок»;
- 48 вертолётов «Апач»;
- 12 БЛА MQ-1C;
- 12 БЛА RQ-7B;

### Франция
В сухопутных войсках Франции в конце 90-х годов был осуществлён переход с комплектования войск на основе дивизий на бригадную структуру. До 1999 года основу сухопутных войск составляли 10 дивизий различного типа:
- 4 бронетанковые (фр. division blindée)
- воздушно-десантная
- бронекавалерийская (фр. division légère blindée)
- аэромобильная
- 2 пехотные (фр. division de infanterie)
- горнопехотная (фр. division de infanterie alpine)
- 2 учебные бронетанковые

Бронетанковая дивизия, несмотря на своё название, являлась аналогом не танковой дивизии в ВС СССР, а мотострелковой. Если в среднем в советской танковой дивизии на 3 танковых полка приходился 1 мотострелковый полк (всего 322 танка AMX-30), то в бронетанковых дивизиях ВС Франции было два типа соединений: по 2 танковых полка (по 52 танка) и по 3 танковых полка (по 70 танков) и 2 механизированных (мотопехотных) полка (в каждом танковая рота на 17 единиц). При этом общее количество танков в дивизии (190 единиц) было меньше такого же показателя в советской мотострелковой дивизии (220 единиц), а количество БМП и БТР (141 и 166 единиц) соответствовало советскому.
Бронекавалерийская и пехотные дивизии были одинаковы по штату и отличались от бронетанковых дивизий отсутствием классических танков на гусеничном ходу. Вместо них на вооружении имелись тяжёлые бронеавтомобили AMX-10RC, ERC 90 (72 единицы), классифицируемые как колёсные танки. Соединение состояло из 2 мотопехотных полков на БТР VAB и 2 бронекавалерийских полков, имевших на вооружении колёсные танки.
- Управление бронетанковой дивизии
- полк управления и обеспечения
- 3 бронетанковых полка (по 52 танка AMX-30)
- 2 полка механизированной пехоты
- 2 артиллерийских полка
- инженерный полк
- разведывательный эскадрон

По штату в бронетанковой дивизии:
- Личный состав: 9 400 человек
- 190 танков АMX-З0В2
- 141 БМП AMX-10P
- 166 БТР VAB
- 42 155-мм самоходные пушки AUF1
- 12 120-мм минометов RTF1
- 54 ПТРК HOT, Milan
- 18 ПЗРК Mistral
- 26 20-мм зенитных орудий 53T2.

- Управление бронетанковой дивизии
- полк управления и обеспечения
- 2 бронетанковых полка (по 70 танков AMX-30)
- 2 полка механизированной пехоты
- 2 артиллерийских полка
- инженерный полк
- разведывательный эскадрон

По штату в бронетанковой дивизии:
- Личный состав: 8 980 человек
- 174 ОБТ AMX-30В2
- 136 БМП AMX-10Р
- 151 БТР VAB
- 42 155-мм самоходные пушки AUF1
- 12 120-мм минометов RTF1
- 54 ПТРК HOT, Milan
- 18 ПЗРК Mistral
- 26 20-мм орудий зенитной артиллерии.

- Управление пехотной дивизии
- 2 мотопехотных полка (фр. régiment de infanterie)
- 1 бронекавалерийский полк (фр. régiment de cavalerie)
- артиллерийский полк
- инженерный полк

По штату в пехотной дивизии:
- Личный состав: 7 600 человек
- 72 колёсных танка AMX-10RC
- 306 БТР VAB
- 24 155-мм самоходные пушки
- 12 120-мм минометов
- 16 81-мм минометов
- 72 ПТРК HOT, Milan
- 36 ПЗРК Mistral
- 34 20-мм орудий зенитной артиллерии.

С переформированием дивизий в бригады в 1999 году фактически структура пехотных соединений не изменилась. Полки, ранее входившие в состав дивизий, после реформы в том же виде стали входить в состав бригад. Изменение коснулось снижения численности соединения с 7600 человек до 5500.
В связи с террористическими актами во Франции в 2015 году, Главный штаб ВС Франции утвердил план Au contact, согласно которому был запланирован возврат к прежней структуре дивизий. В отличие от ранее существовавшей структуры, была предложена схема, при которой дивизии составлялись из бригад, а не полков. Были созданы 2 дивизии (1 и 3), каждая из которых состоит из 3 разнотипных бригад и вспомогательных частей.

### Россия
После распада СССР в Вооружённых силах Российской Федерации, в отличие от других государств СНГ, дольше всего сохранялось комплектование сухопутных войск на основе дивизий. Мотострелковые дивизии составляли основу сухопутных войск до 2008 года. В целом организационно-штатная структура дивизий полностью соответствовала советской.
Во время военной реформы 2008—2010 годов, предпринятой под управлением министра обороны Анатолия Сердюкова, произошёл масштабный переход от дивизий к бригадам. Повсеместно происходило сокращение штатов дивизий до штатов бригад. Этой участи не избежали самые известные мотострелковые и танковые дивизии, ведущие боевую историю от времён Великой Отечественной войны.
Реформа, проводимая Сердюковым, имела противоположные оценки.
С назначением на должность министра обороны Сергея Шойгу произошёл кардинальный пересмотр взглядов на бригадную систему построения войск. Упразднение дивизий было признано нерациональным. В сухопутных войсках был начат процесс по частичному возвращению дивизий советского образца, состоявших из 6 полков (3 мотострелковых, танковый, артиллерийский и зенитно-ракетный полки). Также в 2016 году сформирована мотострелковая дивизия нового типа — 150-я мсд, в составе которой находится 2 танковых и 2 мотострелковых полка. Дивизии подобного типа уже формировались в конце 1980-х и 1990-х гг., в частности, 3-я мсд, 34-я мсд. Кроме того, на такую же структуру переводились танковые дивизии: 9-я тд, 10-я гв. тд, 16-я гв. тд, 90-я гв. тд. Однако распад страны и последующие реформы каждый раз вели к расформированию соединений подобного рода.
Структура мотострелковой дивизии нового типа:
|  |  |  |  |                     |                     |                     |                     |                     |                     | Управление дивизии | Управление дивизии | Управление дивизии                  | Управление дивизии                  | Управление дивизии                  | Управление дивизии                  |                                     |                                     |  |  | Командир дивизии                              | Командир дивизии                              | Командир дивизии                              | Командир дивизии                              | Командир дивизии                              | Командир дивизии                              |  |  |                          |                          |                          |                          |                          |                          |
|  |  |  |  |                     |                     |                     |                     |                     |                     | Управление дивизии | Управление дивизии | Управление дивизии                  | Управление дивизии                  | Управление дивизии                  | Управление дивизии                  |                                     |                                     |  |  | Командир дивизии                              | Командир дивизии                              | Командир дивизии                              | Командир дивизии                              | Командир дивизии                              | Командир дивизии                              |  |  |                          |                          |                          |                          |                          |                          |
|  |  |  |  |                     |                     |                     |                     |                     |                     |                    |                    |                                     |                                     |                                     |                                     |                                     |                                     |  |  |                                               |                                               |                                               |                                               |                                               |                                               |  |  |                          |                          |                          |                          |                          |                          |
|  |  |  |  |                     |                     |                     |                     |                     |                     |                    |                    |                                     |                                     |                                     |                                     |                                     |                                     |  |  |                                               |                                               |                                               |                                               |                                               |                                               |  |  |                          |                          |                          |                          |                          |                          |
|  |  |  |  | Танковый полк       | Танковый полк       | Танковый полк       | Танковый полк       | Танковый полк       | Танковый полк       |                    |                    | Самоходно-артиллерийский полк       | Самоходно-артиллерийский полк       | Самоходно-артиллерийский полк       | Самоходно-артиллерийский полк       | Самоходно-артиллерийский полк       | Самоходно-артиллерийский полк       |  |  | Отдельный инженерно-сапёрный батальон         | Отдельный инженерно-сапёрный батальон         | Отдельный инженерно-сапёрный батальон         | Отдельный инженерно-сапёрный батальон         | Отдельный инженерно-сапёрный батальон         | Отдельный инженерно-сапёрный батальон         |  |  | Отдельный батальон связи | Отдельный батальон связи | Отдельный батальон связи | Отдельный батальон связи | Отдельный батальон связи | Отдельный батальон связи |
|  |  |  |  | Танковый полк       | Танковый полк       | Танковый полк       | Танковый полк       | Танковый полк       | Танковый полк       |                    |                    | Самоходно-артиллерийский полк       | Самоходно-артиллерийский полк       | Самоходно-артиллерийский полк       | Самоходно-артиллерийский полк       | Самоходно-артиллерийский полк       | Самоходно-артиллерийский полк       |  |  | Отдельный инженерно-сапёрный батальон         | Отдельный инженерно-сапёрный батальон         | Отдельный инженерно-сапёрный батальон         | Отдельный инженерно-сапёрный батальон         | Отдельный инженерно-сапёрный батальон         | Отдельный инженерно-сапёрный батальон         |  |  | Отдельный батальон связи | Отдельный батальон связи | Отдельный батальон связи | Отдельный батальон связи | Отдельный батальон связи | Отдельный батальон связи |
|  |  |  |  |                     |                     |                     |                     |                     |                     |                    |                    |                                     |                                     |                                     |                                     |                                     |                                     |  |  |                                               |                                               |                                               |                                               |                                               |                                               |  |  |                          |                          |                          |                          |                          |                          |
|  |  |  |  | Танковый полк       | Танковый полк       | Танковый полк       | Танковый полк       | Танковый полк       | Танковый полк       |                    |                    | Зенитный ракетный полк              | Зенитный ракетный полк              | Зенитный ракетный полк              | Зенитный ракетный полк              | Зенитный ракетный полк              | Зенитный ракетный полк              |  |  | Отдельный батальон материального обеспечения  | Отдельный батальон материального обеспечения  | Отдельный батальон материального обеспечения  | Отдельный батальон материального обеспечения  | Отдельный батальон материального обеспечения  | Отдельный батальон материального обеспечения  |  |  | Отдельная рота БЛА       | Отдельная рота БЛА       | Отдельная рота БЛА       | Отдельная рота БЛА       | Отдельная рота БЛА       | Отдельная рота БЛА       |
|  |  |  |  | Танковый полк       | Танковый полк       | Танковый полк       | Танковый полк       | Танковый полк       | Танковый полк       |                    |                    | Зенитный ракетный полк              | Зенитный ракетный полк              | Зенитный ракетный полк              | Зенитный ракетный полк              | Зенитный ракетный полк              | Зенитный ракетный полк              |  |  | Отдельный батальон материального обеспечения  | Отдельный батальон материального обеспечения  | Отдельный батальон материального обеспечения  | Отдельный батальон материального обеспечения  | Отдельный батальон материального обеспечения  | Отдельный батальон материального обеспечения  |  |  | Отдельная рота БЛА       | Отдельная рота БЛА       | Отдельная рота БЛА       | Отдельная рота БЛА       | Отдельная рота БЛА       | Отдельная рота БЛА       |
|  |  |  |  |                     |                     |                     |                     |                     |                     |                    |                    |                                     |                                     |                                     |                                     |                                     |                                     |  |  |                                               |                                               |                                               |                                               |                                               |                                               |  |  |                          |                          |                          |                          |                          |                          |
|  |  |  |  | Мотострелковый полк | Мотострелковый полк | Мотострелковый полк | Мотострелковый полк | Мотострелковый полк | Мотострелковый полк |                    |                    | Отдельный противотанковый дивизион  | Отдельный противотанковый дивизион  | Отдельный противотанковый дивизион  | Отдельный противотанковый дивизион  | Отдельный противотанковый дивизион  | Отдельный противотанковый дивизион  |  |  | Отдельный медицинский батальон                | Отдельный медицинский батальон                | Отдельный медицинский батальон                | Отдельный медицинский батальон                | Отдельный медицинский батальон                | Отдельный медицинский батальон                |  |  | Отдельная рота РХБЗ      | Отдельная рота РХБЗ      | Отдельная рота РХБЗ      | Отдельная рота РХБЗ      | Отдельная рота РХБЗ      | Отдельная рота РХБЗ      |
|  |  |  |  | Мотострелковый полк | Мотострелковый полк | Мотострелковый полк | Мотострелковый полк | Мотострелковый полк | Мотострелковый полк |                    |                    | Отдельный противотанковый дивизион  | Отдельный противотанковый дивизион  | Отдельный противотанковый дивизион  | Отдельный противотанковый дивизион  | Отдельный противотанковый дивизион  | Отдельный противотанковый дивизион  |  |  | Отдельный медицинский батальон                | Отдельный медицинский батальон                | Отдельный медицинский батальон                | Отдельный медицинский батальон                | Отдельный медицинский батальон                | Отдельный медицинский батальон                |  |  | Отдельная рота РХБЗ      | Отдельная рота РХБЗ      | Отдельная рота РХБЗ      | Отдельная рота РХБЗ      | Отдельная рота РХБЗ      | Отдельная рота РХБЗ      |
|  |  |  |  |                     |                     |                     |                     |                     |                     |                    |                    |                                     |                                     |                                     |                                     |                                     |                                     |  |  |                                               |                                               |                                               |                                               |                                               |                                               |  |  |                          |                          |                          |                          |                          |                          |
|  |  |  |  | Мотострелковый полк | Мотострелковый полк | Мотострелковый полк | Мотострелковый полк | Мотострелковый полк | Мотострелковый полк |                    |                    | Отдельный разведывательный батальон | Отдельный разведывательный батальон | Отдельный разведывательный батальон | Отдельный разведывательный батальон | Отдельный разведывательный батальон | Отдельный разведывательный батальон |  |  | Отдельный ремонтно-восстановительный батальон | Отдельный ремонтно-восстановительный батальон | Отдельный ремонтно-восстановительный батальон | Отдельный ремонтно-восстановительный батальон | Отдельный ремонтно-восстановительный батальон | Отдельный ремонтно-восстановительный батальон |  |  | Отдельная рота РЭБ       | Отдельная рота РЭБ       | Отдельная рота РЭБ       | Отдельная рота РЭБ       | Отдельная рота РЭБ       | Отдельная рота РЭБ       |
|  |  |  |  | Мотострелковый полк | Мотострелковый полк | Мотострелковый полк | Мотострелковый полк | Мотострелковый полк | Мотострелковый полк |                    |                    | Отдельный разведывательный батальон | Отдельный разведывательный батальон | Отдельный разведывательный батальон | Отдельный разведывательный батальон | Отдельный разведывательный батальон | Отдельный разведывательный батальон |  |  | Отдельный ремонтно-восстановительный батальон | Отдельный ремонтно-восстановительный батальон | Отдельный ремонтно-восстановительный батальон | Отдельный ремонтно-восстановительный батальон | Отдельный ремонтно-восстановительный батальон | Отдельный ремонтно-восстановительный батальон |  |  | Отдельная рота РЭБ       | Отдельная рота РЭБ       | Отдельная рота РЭБ       | Отдельная рота РЭБ       | Отдельная рота РЭБ       | Отдельная рота РЭБ       |

## Обозначение на картах и в документах
Западные условные знаки для обозначение на картах и в документах:
| Мотострелковая дивизия на бронетехнике | Мотострелковая дивизия на грузовиках |